# Trent Seven
Benjamin Maurice Webb (Wolverhampton, 21 agosto 1981) è un wrestler inglese sotto contratto con la All Elite Wrestling.
In WWE, dove ha combattuto dal 2016 al 2022, Seven ha vinto una volta l'NXT Tag Team Championship e l'NXT UK Tag Team Championship (con Tyler Bate). È il primo wrestler, insieme a Tyler Bate, ad aver vinto sia l'NXT Tag Team Championship che l'NXT UK Tag Team Championship.

## Carriera

### WWE (2016–2022)

#### NXTeNXT UK(2016–2022)
Il 15 dicembre 2016 venne annunciato che Seven avrebbe partecipato ad un torneo a sedici uomini indetto dalla WWE per l'assegnazione del WWE United Kingdom Championship. Il 14 gennaio 2017 Seven sconfisse H.C. Dyer negli ottavi ma nei quarti venne eliminato da Wolfgang; il torneo venne infine vinto da Tyler Bate. Il 15 febbraio Seven fece il suo debutto ad NXT, territorio di sviluppo della WWE, affrontando Tyler Bate per il WWE United Kingdom Championship venendo sconfitto. Il 7 maggio Seven ha affrontato Pete Dunne in un match che avrebbe determinato il contendente nº1 al WWE United Kingdom Championship di Tyler Bate ma venne sconfitto. Il 19 maggio, durante l'evento WWE UK Special, Seven venne sconfitto da Pete Dunne. Il 30 luglio, durante l'evento "Shug's Hoose Party 4" della Insane Championship Wrestling, Seven prese parte ad un Fatal 4-Way match che includeva anche Pete Dunne, BT Gunn e Wolfgang valevole per il WWE United Kingdom Championship detenuto da Dunne ma il match venne vinto da quest'ultimo, che mantenne così il titolo. Nella puntata di NXT del 6 dicembre Seven venne sconfitto da Killian Dain, fallendo nell'opportunità di inserirsi in un Fatal 4-Way match per determinare il contendente nº1 all'NXT Championship di Andrade "Cien" Almas. Il 19 giugno, durante l'evento NXT U.K. Championship, Seven e Tyler Bate sconfissero l'Undisputed Era (Kyle O'Reilly e Roderick Strong) conquistando l'NXT Tag Team Championship per la prima volta. Tuttavia, due giorni dopo ad NXT, Seven e Bate persero i titoli contro O'Reilly e Strong dopo soli due giorni di regno. Nella puntata di NXT UK del 2 aprile Seven prese parte ad una 20-man Battle Royal per determinare il contendente n°1 all'NXT United Kingdom Championship di Walter ma venne eliminato. Nella puntata di NXT UK del 22 ottobre Seven sconfisse Kenny Williams nel primo turno del torneo per l'NXT UK Heritage Cup. Nella puntata di NXT UK del 12 novembre Seven sconfisse Dave Mastiff nelle semifinali del torneo. Nella puntata di NXT UK del 26 novembre Seven venne sconfitto da A-Kid nella finale del torneo. Nella puntata di NXT UK del 18 marzo 2021 Seven affrontò Jordan Devlin per l'NXT Cruiserweight Championship ma venne sconfitto. Il 19 agosto, ad NXT UK, Seven e Tyler Bate riformarono i Moustache Mountain e affrontarono i Pretty Deadly per l'NXT UK Tag Team Championship ma vennero sconfitti. Nella puntata di NXT UK del 9 dicembre i Moustache Mountain sconfissero i Pretty Deadly conquistando così l'NXT UK Tag Team Championship per la prima volta (divenendo anche i primi wrestler ad aver vinto sia tale titolo che l'NXT Tag Team Championship). Nella puntata di NXT UK del 24 febbraio i Moustache Mountain conservarono i titoli contro Ashton Smith e Oliver Carter. La stessa scena si ripeté anche il 21 aprile, ad NXT UK, quando i Moustache Mountain superarono Carter e Smith in un 2-out-of-3 Falls match per 2-1. Successivamente, in una puntata di NXT UK del 21 aprile (andata in onda il 2 giugno) i Moustache Mountain persero le cinture contro Smith e Carter in un Triple Threat Tag Team match che comprendeva anche la Die Familie (Rohan Raja e Teoman). Nella puntata di NXT UK del 16 giugno Trent effettuò per la prima volta un turn heel colpendo Tyler con un low blow segnando la fine dei Moustache Mountain. Successivamente, il 7 luglio, Seven affrontò Bate per il vacante NXT United Kingdom Championship ma venne sconfitto (in onda il 1º settembre 2022).
Il 18 agosto 2022 Seven venne licenziato dalla WWE.

### All Elite Wrestling (2022–presente)
Esordì nella All Elite Wrestling in occasione dell'episodio di Rampage del 7 dicembre venendo sconfitto da Orange Cassidy in un match valido per l'AEW All-Atlantic Championship.

## Personaggio

### Mosse finali
- Seven Stars Lariat (Wrist-lock transizionata in una short-arm lariat)
- Seventh Heaven (Spinning piledriver)

### Soprannomi
- "The Don"
- "Moustache Mountain"

## Titoli e riconoscimenti
- Attack! Pro Wrestling
  - Attack! 24:7 Championship (1)

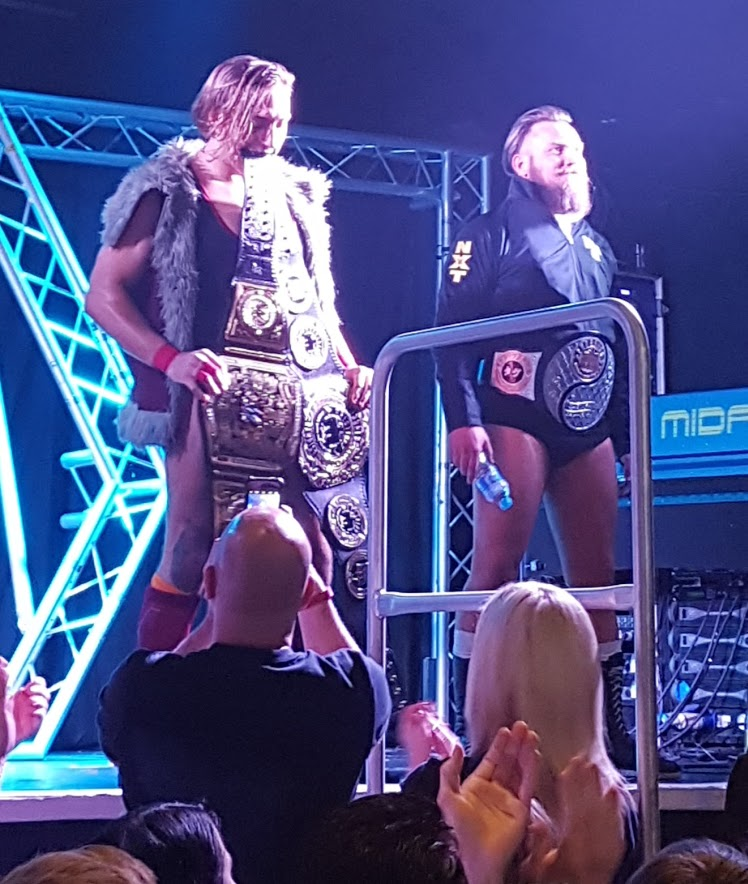
Seven (destra) e il WWE United Kingdom Champion Pete Dunne (sinistra) con il Progress Tag Team Championship, titolo che hanno detenuto una volta

  - Attack! Tag Team Championship (1) – con Tyler Bate

- Chikara
  - Chikara Campeonatos de Parejas (1) – con Tyler Bate
  - King of Trios (2017) – con Pete Dunne e Tyler Bate

- Fight Club: Pro
  - FCP Championship (1)
  - FCP Tag Team Championship (1) – con Tyler Bate
  - Infinity Trophy (2013)

- Insane Championship Wrestling
  - ICW World Heavyweight Championship (1)

- International Wrestling Syndicate
  - IWS World Tag Team Championship (1) – con Tyler Bate

- Over the Top Wrestling
  - OTT Tag Team Championship (1) – con Pete Dunne e Tyler Bate

- Progress Wrestling
  - Progress Atlas Championship (1)
  - Progress Tag Team Championship (3) – con Pete Dunne (1) e Tyler Bate (2)

- Pro Wrestling Illustrated
  - 111º tra i 500 migliori wrestler singoli secondo PWI 500 (2019)

- Revolution Pro Wrestling
  - RPW Undisputed British Tag Team Championship (1) – con Tyler Bate

- WWE
  - NXT Tag Team Championship (1) – con Tyler Bate
  - NXT UK Tag Team Championship (1) – con Tyler Bate
  - NXT Tag Team Championship Invitational (2018) – con Tyler Bate

- Wrestling GO!
  - Wrestling GO! 24/7 Watermelon Championship (2)

- Wrestling Observer Newsletter
  - 5 Star Match (2018) con Tyler Bate vs. The Undisputed Era (Kyle O'Reilly e Roderick Strong) l'11 luglio a NXT